# Maria Di Maio
Maria Di Maio (Napoli, 23 settembre 1923 – Napoli, 25 luglio 1995) è stata un'attrice e cantante italiana.

## Biografia
Figlia d'arte, esordì negli anni trenta nella compagnia del padre, Oscar Di Maio. Con la madre, Margherita Parodi, e la sorella, Olimpia Di Maio, fu fra le protagoniste femminili della sceneggiata classica napoletana, nella quale ricopriva il ruolo drammatico di prima donna. Interpretò, nel teatro classico, La nemica di Dario Niccodemi.
Soprano leggero, prese parte, fra le altre, alla tournée organizzata in onore di E. A. Mario. Dopo quasi un ventennio di inattività, riprese a recitare nel 1970, interpretando il ruolo di madre nella sceneggiata, in compagnia di attori e cantanti di tradizione come Beniamino Maggio, Rosalia Maggio, Mario Trevi, Mirna Doris e Pino Mauro. Con lo sceneggiato Non basta una vita recitò in televisione e, con Vittorio Caprioli e Marina Suma, fece parte del cast del film L'ultima scena.
Negli ultimi anni si impegnò nel teatro di avanguardia, con il regista Lucio Beffi, del quale si ricorda la piece Tupeapò (Napoli, una storia), edita da Colonnese. 

### Vita privata
Suo figlio, Oscar Di Maio, è anch'egli attore.

## Filmografia parziale
- Pè sempe, regia di Gianni Crea (1982)
- Guapparia, regia di Stelvio Massi (1984)
- Nontuttorosa, regia di Amanzio Todini - film TV (1987)
- L'ultima scena, regia di Nino Russo (1988)